# تویشی
تویشی (به لاتین: Tvishi) یک منطقهٔ مسکونی در گرجستان است که در شهرداری تساگری واقع شده‌است. تویشی ۲۰۵ نفر جمعیت دارد و ۴۰۰ متر بالاتر از سطح دریا واقع شده‌است.